# 닷페이스
닷페이스는 2016년 조소담 대표가 설립한 미디어 스타트업이다.

## 역사
닷페이스의 조소담 대표는 미디어 활동에 관심이 많아 2014년 또래 친구들과 20대가 직접 20대를 이야기하는 인터넷 미디어 <미스핏츠(misfits)>의 초기 멤버로 활동했고, 장소나 주제에 따라 불특정 다수로부터 모은 정보로 뉴스와 이야기를 만들어내는 미디어 플랫폼 '비트니스(vvitness)'를 구상해 2015년 에스디에프(SDF) 넥스트 미디어 챌린지에서 대상을 수상했다. 이와 같은 경험으로 2016년 '밀레니얼 세대를 위한 새로운 저널리즘'을 지향하는 미디어 '닷페이스'를 창업했다. 닷페이스는 기성 언론에서 잘 다루지 않는 주제, 이를테면 성 소수자 문제, 청소년 성매매 문제 등을 취재한다.

## 연혁
- 2016년 10월 영상 미디어 ‘닷페이스’ 설립

- 2016 소풍 벤처스(구 메디아티), 2017 윤민창의투자재단 투자 유치

- 2018 닷페이스 콘텐츠 누적 조회 수 1억 달성

- 2018 온라인 저널리즘 어워드 비디오 저널리즘 부문 ‘Here I Am’ 수상

- 2019 닷페이스 콘텐츠 누적 조회 수 2억 달성

- 2019 구글 APAC 뉴스혁신 프로그램 우승자 선정

- 2019 민주언론시민연합 이달의 보도상 ‘간호사, 라이프’ 수상[2]

## 닷프로젝트
닷프로젝트는 일반 대중에게 후원을 받아 영상을 제작하거나, 영상과 관련된 부가적인 프로젝트를 진행하는 것을 일컫는 말이다. 기존에 닷페이스를 후원하는 닷페피플뿐만 아니라 일반 대중들도 닷프로젝트에 참여할 수 있다. 영상에서 다룰 한 주제를 정하고, 이를 시리즈물과 같이 장기적인 컨텐츠를 제작할 때 닷프로젝트를 통해 제작 및 투자 비용을 충당한다. 또한, <내가 만드는 하루> 프로젝트와 같이 영상에서 다룬 주제와 관련된 이들을 돕기 위한 프로젝트를 진행하기도 한다. 닷페피플과 마찬가지로 닷프로젝트에 후원을 통해 참여하는 사람들에게는 프로젝트의 진행 상황에 대해 소식지를 통해 알려주고, 프로젝트의 주제와 연관된 후원자 선물을 제공한다. 하지만 닷페이스 전체를 후원하는 것이 아닌, 단편적인 하나의 프로젝트에 대한 후원을 한다는 점에서 '닷페피플'과는 차이가 있다.

### <간호사, LIFE>
2018년 2월 15일 서울아산병원의 故 박선욱 간호사가 사망한 사건과 2019년 1월 5일 서울의료원의 故 서지윤 간호사가 사망한 사건을 통해 간호사 교육의 고질적 문제인 '태움' 문화가 뜨거운 감자로 떠오르며 사회에 대두되었다. 닷페이스는 단순히 병원 내 선후배 간 갑질 문화로부터 비롯된 '태움' 문화 그 자체에 주목하지 않는다. '태움' 문화가 생겨나게 된 배경, 우리나라 의료계의 부족한 간호 인력 등의 문제점을 파악하며 의료 시스템 전반에 걸친 구조적 문제를 고발한다. 직급과 연차가 다른 당사자들의 입을 통해 간호사가 양성되는 과정부터 의료계에서 사라지는 과정까지를 추적한다.
음을 막기 위해 싸우는 간호사들이 있다. 동료를 위해서, 그리고 자신을 위해서.

### <내가 만드는 하루>
'텔래그램 성착취' 사건으로 촉발된 디지털 성폭력 피해경험자의 피해 회복을 위한 프로젝트로 한국사이버성폭력대응센터와 협업해 진행한다. 피해 회복을 위한 모금은 펀딩 형태로 진행된다. 2020년 6월 2일 프로젝트를 열었고, 2020년 6월 프로젝트를 마감했다. 1차 달성과 2차 달성을 통해 총 1,782명으로부터44,030,000원의 펀딩 모금을 성공적으로 마련했고, 3차 달성까지 기획 중이다. 후원자에게는 '변화를 따라가는 뉴스레터 팔로업'을 제공한다. '변화를 따라가는 뉴스레터 팔로업'은 이 프로젝트로 인해 후원금이 어디에 쓰였고, 피해경험자들이 삶이 실질적으로 어떻게 변화되었는지의 향후 상황을 알려주는 소식지이다. 1차와 2차 달성을 통해 최대 금액 75만원을 디지털 피해경험자 최소 인원 55명에게 전달할 수 있게 되었다.

## 참고 문헌
- "당신은 체인지메이커입니까?" 출간 기념 릴레이 북토크_닷페이스 조소담 대표 편
- "소수자 약자 목소리 전하는 '닷페이스' 조소담 대표의 꿈 - 한국일보
- 20대 뉴스 안 본다? "20대 대변하는 뉴스 없었던 것" - 미디어오늘
- 상식을 묻는 밀레니얼을 위한 미디어 커뮤니티" 닷페이스 조소담 대표[깨진 링크(과거 내용 찾기)]